# 莱本雷吉斯
莱本雷吉斯是巴西圣卡塔琳娜州的一个市镇。总面积990.74平方公里，总人口11735人，人口密度11.8人/平方公里。